# آگوستوسبورگ
شهر آگوستوسبورگ (به آلمانی: Augustusburg) در ایالت زاکسن در کشور آلمان واقع شده است.